# Cosmopterix molybdina
Cosmopterix molybdina là một loài bướm đêm thuộc họ Cosmopterigidae. Loài này có ở Hoa Kỳ (Maine, Oregon, California) và Canada (British Columbia).
Cá thể trưởng thành được ghi nhận vào tháng 1.
Ấu trùng ăn các loài Ipomoea. Chúng ăn lá cây nơi chúng sống. Cá thể trưởng thành mọc cánh từ giữa tháng 4 tới giữa tháng 7. 